# Сливане
Сливане (на турски: Vuslat) е турски драматичен и екшън телевизионен сериал, продуциран от A23 Medya, който започва да се излъчва по TRT 1 на 7 януари 2019 г., режисиран от Мурат Онбул и по сценарий на Бетюл Ягсаган. Сериалът, който се състои от 2 сезона, приключва с 44-ия епизод, излъчен на 9 март 2020 г.

## Сюжет
Азиз Коркмазер е амбициозен, брилянтен и добросърдечен човек, който е едноличен управител на Коркмазер холдинг, основан от родителите му. Една вечер Азиз се замесва в престъпление, опитвайки се да спаси приемния си брат Керем Салтук, който е бил тормозен от банда крадци. Неочаквано млада жена на име Фериде Чаалар става свидетел на събитието и записва местопрестъплението на телефона си. В момента, в който световете на Азиз и Фериде се сблъскват, много мистериозни неща се случват с живота на Азиз; като странните му сънища и привързаността към квартала на Фериде, особено към Салих Колубер/Салих Баба, собственика на антикварния магазин, г-н Неджми и г-н Абдулах Лудия.
Докато сериалът продължава, реалността се разгръща за миналото на мистериозния квартал на Фериде. Салих Баба, известен също като Салих Колубер, е бивш известен мозъчен хирург, който се отказва от кариерата си след неуспешната операция на покойния по-малък брат на Азиз - Фърат и по-късно отваря свой антикварен магазин. Друго разкритие е, че холдингът Koркмазер има трима оригинални партньори, които са: Мехмет Сефик Коркмазер, Сахкир Чаалар и Анета Косвар/Джевхерли. А най-шокиращата истина за Тахсин Коркмазер е, че той е заподозреният, който убива Фериде Чаалар, лелята на Фериде преди много години. Тахсин е бил лудо влюбен в майката на Фериде - Сухела, но тя избира Фаик Чаалар, мъжа, когото истински обича. За съжаление Тахсин не успява да приеме отказите на Сухела и се опитва да застреля Фаик, като случайно лелята на Фериде е простреляна.
Научавайки истината, отношенията между Азиз и Фериде се усложняват. Те посрещат много борби, болки, разочарования, трудности, предателство и дори загуба на любими хора в живота си. Любовната връзка на Азиз и Фериде има толкова много неща, с които да се съобразяват и да се откажат. Те знаят, че ще се изправят пред последствията и жертвите във всяко от решенията, които биха взели. В крайна сметка Азиз и Фериде все пак избират да бъдат щастливи заедно и оставят всичко зад гърба си.

## Актьорски състав
- Кадир Доулу – Азиз Коркмазер
- Деврим Йозкан – Фериде Чаалар
- Мехмет Йозгюр – Салих Koлубер
- Юмит Kaнтарджълар – Керем Салтук
- Пелин Улуксар – Нехир Ердем
- Eрдем Aкакче – Абдулах
- Баран Бьолюкбашъ – Фърат Чаалар
- Гамзе Сюнер Aтай – Хасибе Чаалар
- Mурат Kaрасу – Фаик Чаалар
- Oсман Aлкаш – Тахсин Коркмазер
- Гьозде Kaя – Султан Коркмазер
- Йозджан Варайлъ – Неджми
- Meрт Kaрабулут – Ялчън Кая
- Башак Kaра – Емине Дилбаз
- Баръш Kъшлак – Алтан Йозтюрк
- Хикмет Kьормюкчю – Анета Джевхерли
- Meхмет Eмин Kaдъхан – Текин Сарп Гьоненч
- Шеннур Ногайлар – Гюлтен Шахин
- Пънар Бибин – Серпил
- Доукан Tьонгел – Ахмет
- Гьоркем Meте Демир – Джан Чаалар
- Япрак Дурмаз – Дамла
- Eргюл Mирай Шахин – Ямур
- Бюшра Йълмаз – Мерве
- Филиз Taчбаш – Зехра
- Семра Динчер – Алидже Салтук
- Явуз Сепетчи – Бюлент Джевхерли
- Oнур Сеийт Яран – Енес
- Серра Пиринч – Джейлан Чаалар
- Нурхан Йозенен – Перихан Коркмазер
- Шейла Халис – Севим Дилбаз
- Eлиф Йозкул – Севда Шахин
- Вейсел Дикер – Сюлейман Дилбаз

## Излъчване
| Сезон | Епизоди | Начало на сезона  | Край на сезона | Всички епизоди | ТВ сезон    | ТВ канал | Дата и час         |
| ----- | ------- | ----------------- | -------------- | -------------- | ----------- | -------- | ------------------ |
| 1     | 20      | 7 януари 2019     | 27 май 2019    | 1 – 20         | 2019        | TRT 1    | понеделник (20:00) |
| 2     | 24      | 16 септември 2019 | 9 март 2020    | 21 – 44        | 2019 – 2020 | TRT 1    | понеделник (20:00) |